# Boucles de la Mayenne 2017
La 43e édition des Boucles de la Mayenne a lieu du 1er au 4 juin 2017. La course fait partie du calendrier UCI Europe Tour 2017 en catégorie 2.1. Mathieu van der Poel remporte le classement général, ainsi que deux étapes.

## Présentation

### Parcours
Comme de coutume, la course commence par un prologue de 4,5 kilomètres dans les rues de Laval. Les deux étapes suivantes sont tracées sur un parcours en majorité plat. La dernière étape se termine sur un circuit local urbain très tortueux favorisant les attaquants.

### Équipes
Classés en catégorie 2.1 de l'UCI Europe Tour, les Boucles de la Mayenne sont par conséquent ouverts aux WorldTeams dans la limite de 50 % des équipes participantes, aux équipes continentales professionnelles, aux équipes continentales et aux équipes nationales.
Vingt-et-une équipes participent à ces Boucles de la Mayenne - une WorldTeam, dix équipes continentales professionnelles et dix équipes continentales :
| UCI WorldTeam    | UCI WorldTeam | UCI WorldTeam |
| Nom de l'équipe  | Pays          | Code          |
| ---------------- | ------------- | ------------- |
| AG2R La Mondiale | France        | ALM           |
| FDJ              | France        | FDJ           |

| Équipes continentales professionnelles | Équipes continentales professionnelles | Équipes continentales professionnelles |
| Nom de l'équipe                        | Pays                                   | Code                                   |
| -------------------------------------- | -------------------------------------- | -------------------------------------- |
| Androni Giocattoli                     | Italie                                 | ANS                                    |
| Caja Rural-Seguros RGA                 | Espagne                                | CJR                                    |
| Cofidis                                | France                                 | COF                                    |
| Delko-Marseille Provence-KTM           | France                                 | DMP                                    |
| Direct Énergie                         | France                                 | DEN                                    |
| Fortuneo-Vital Concept                 | France                                 | FVC                                    |
| RusVelo GazProm                        | Russie                                 | GAZ                                    |
| Manzana Postobón                       | Colombie                               | MZN                                    |
| Roth-Akros                             | Suisse                                 | TRA                                    |
| Sport Vlaanderen-Baloise               | Belgique                               | SVB                                    |

| Équipes continentales    | Équipes continentales | Équipes continentales |
| Nom de l'équipe          | Pays                  | Code                  |
| ------------------------ | --------------------- | --------------------- |
| An Post-ChainReaction    | Irlande               | SKT                   |
| Armée de Terre           | France                | ADT                   |
| BKCP-Corendon            | Belgique              | BEC                   |
| HP BTP-Auber 93          | France                | AUB                   |
| InterPro Cycling Academy | Japon                 | IPC                   |
| Lotto-Kern-Haus          | Allemagne             | LKH                   |
| Roubaix Lille Métropole  | France                | RLM                   |
| Development Sunweb       | Allemagne             | DSU                   |
| Vorarlberg               | Autriche              | VOL                   |

## Étapes
| Étape     | Date   | Villes étapes                  | type                        | Distance (km) | Vainqueur d'étape    | Leader du classement général |
| --------- | ------ | ------------------------------ | --------------------------- | ------------- | -------------------- | ---------------------------- |
| Prologue  | 1 juin | Laval – Laval                  | contre-la-montre individuel | 4,5           | Johan Le Bon         | Johan Le Bon                 |
| 1re étape | 2 juin | Saint-Berthevin – Ernée        | étape de plaine             | 187           | Johan Le Bon         | Johan Le Bon                 |
| 2e étape  | 3 juin | Chantrigné – Montaigu          | étape de plaine             | 180           | Mathieu van der Poel | Mathieu van der Poel         |
| 3e étape  | 4 juin | Saint-Cyr-le-Gravelais – Laval | étape de plaine             | 179           | Mathieu van der Poel | Mathieu van der Poel         |

## Déroulement de la course

### Prologue
| Classement de l'étape | Classement de l'étape | Classement de l'étape | Classement de l'étape | Classement de l'étape |
|                       | Coureur               | Pays                  | Équipe                | Temps                 |
| --------------------- | --------------------- | --------------------- | --------------------- | --------------------- |
| 1er                   | Johan Le Bon          | France                | FDJ                   | en 5 min 48 s         |
| 2e                    | Clément Venturini     | France                | Cofidis               | + 2 s                 |
| 3e                    | Mathieu van der Poel  | Pays-Bas              | Beobank-Corendon      | + 3 s                 |
| modifier              |                       |                       |                       |                       |

| Classement général | Classement général   | Classement général | Classement général | Classement général |
|                    | Coureur              | Pays               | Équipe             | Temps              |
| ------------------ | -------------------- | ------------------ | ------------------ | ------------------ |
| 1er                | Johan Le Bon         | France             | FDJ                | en 5 min 48 s      |
| 2e                 | Clément Venturini    | France             | Cofidis            | + 2 s              |
| 3e                 | Mathieu van der Poel | Pays-Bas           | Beobank-Corendon   | + 3 s              |
| modifier           |                      |                    |                    |                    |

### 1reétape
| Classement de l'étape | Classement de l'étape | Classement de l'étape | Classement de l'étape | Classement de l'étape |
|                       | Coureur               | Pays                  | Équipe                | Temps                 |
| --------------------- | --------------------- | --------------------- | --------------------- | --------------------- |
| 1er                   | Johan Le Bon          | France                | FDJ                   | en 4 h 29 min 21 s    |
| 2e                    | Mathieu van der Poel  | Pays-Bas              | Beobank-Corendon      | + 4 s                 |
| 3e                    | Clément Venturini     | France                | Cofidis               | m.t                   |
| modifier              |                       |                       |                       |                       |

| Classement général | Classement général   | Classement général | Classement général | Classement général |
|                    | Coureur              | Pays               | Équipe             | Temps              |
| ------------------ | -------------------- | ------------------ | ------------------ | ------------------ |
| 1er                | Johan Le Bon         | France             | FDJ                | en 4 h 34 min 59 s |
| 2e                 | Mathieu van der Poel | Pays-Bas           | Beobank-Corendon   | + 11 s             |
| 3e                 | Clément Venturini    | France             | Cofidis            | + 12 s             |
| modifier           |                      |                    |                    |                    |

### 2eétape
Le Bon perd le maillot jaune au profit du vainqueur de l'étape à cause d'une cassure dans le peloton à l'arrivée.
| Classement de l'étape | Classement de l'étape | Classement de l'étape | Classement de l'étape | Classement de l'étape |
|                       | Coureur               | Pays                  | Équipe                | Temps                 |
| --------------------- | --------------------- | --------------------- | --------------------- | --------------------- |
| 1er                   | Mathieu van der Poel  | Pays-Bas              | Beobank-Corendon      | en 4 h 25 min 52 s    |
| 2e                    | Andrea Vendrame       | Italie                | Androni Giocattoli    | m.t                   |
| 3e                    | Clément Venturini     | France                | Cofidis               | + 2 s                 |
| 4e                    | Damien Touzé          | France                | HP BTP-Auber 93       | + 2 s                 |
| 5e                    | Lilian Calmejane      | France                | Direct Energie        | + 2 s                 |
| modifier              |                       |                       |                       |                       |

| Classement général | Classement général   | Classement général | Classement général | Classement général |
|                    | Coureur              | Pays               | Équipe             | Temps              |
| ------------------ | -------------------- | ------------------ | ------------------ | ------------------ |
| 1er                | Mathieu van der Poel | Pays-Bas           | Beobank-Corendon   | en 9 h 0 min 52 s  |
| 2e                 | Johan Le Bon         | France             | FDJ                | + 1 s              |
| 3e                 | Clément Venturini    | France             | Cofidis            | + 9 s              |
| modifier           |                      |                    |                    |                    |

### 3eétape
Cent mètres avant la ligne d'arrivée, une partie du peloton chute dont Johan Le Bon.
| Classement de l'étape | Classement de l'étape | Classement de l'étape | Classement de l'étape | Classement de l'étape |
|                       | Coureur               | Pays                  | Équipe                | Temps                 |
| --------------------- | --------------------- | --------------------- | --------------------- | --------------------- |
| 1er                   | Mathieu van der Poel  | Pays-Bas              | Beobank-Corendon      | en 4 h 2 min 18 s     |
| 2e                    | Marc Sarreau          | France                | FDJ                   | m.t                   |
| 3e                    | Yohann Gène           | France                | Direct Energie        | m.t.                  |
| modifier              |                       |                       |                       |                       |

## Classements finals

### Classement général final
| Classement général | Classement général   | Classement général | Classement général      | Classement général |
|                    | Coureur              | Pays               | Équipe                  | Temps              |
| ------------------ | -------------------- | ------------------ | ----------------------- | ------------------ |
| 1er                | Mathieu van der Poel | Pays-Bas           | Beobank-Corendon        | en 13 h 3 min 0 s  |
| 2e                 | Johan Le Bon         | France             | FDJ                     | + 11 s             |
| 3e                 | Clément Venturini    | France             | Cofidis                 | + 19 s             |
| 4e                 | Andrea Vendrame      | Italie             | Androni Giocattoli      | + 23 s             |
| 5e                 | Hugo Houle           | Canada ( Québec)   | AG2R La Mondiale        | + 30 s             |
| 6e                 | Flavien Dassonville  | France             | HP BTP-Auber 93         | + 31 s             |
| 7e                 | Ricardo Vilela       | Portugal           | Manzana Postobón        | + 32 s             |
| 8e                 | Jérémy Cabot         | France             | Roubaix Lille Métropole | + 34 s             |
| 9e                 | Marcel Meisen        | Allemagne          | Beobank-Corendon        | + 35 s             |
| 10e                | Lilian Calmejane     | France             | Direct Energie          | m.t                |
| modifier           |                      |                    |                         |                    |

### Classements annexes
| Classement par points | Classement par points | Classement par points | Classement par points | Classement par points |
| --------------------- | --------------------- | --------------------- | --------------------- | --------------------- |
|                       | Coureur               | Pays                  | Équipe                | Point(s)              |
| 1er                   | Mathieu van der Poel  | Pays-Bas              | Beobank-Corendon      | 78 points             |
| 2e                    | Clément Venturini     | France                | Cofidis               | 53 pts                |
| 3e                    | Damien Touzé          | France                | HP BTP-Auber 93       | 38 pts                |
| modifier              |                       |                       |                       |                       |

| Classement de la montagne | Classement de la montagne | Classement de la montagne | Classement de la montagne | Classement de la montagne |
| ------------------------- | ------------------------- | ------------------------- | ------------------------- | ------------------------- |
|                           | Coureur                   | Pays                      | Équipe                    | Point(s)                  |
| 1er                       | Lluís Mas                 | Espagne                   | Caja Rural-Seguros RGA    | 40 points                 |
| 2e                        | Bernardo Suaza            | Colombie                  | Manzana Postobón          | 30 pts                    |
| 3e                        | Héctor Sáez               | Espagne                   | Caja Rural-Seguros RGA    | 24 pts                    |
| modifier                  |                           |                           |                           |                           |

| Classement des points chauds | Classement des points chauds | Classement des points chauds | Classement des points chauds | Classement des points chauds |
| ---------------------------- | ---------------------------- | ---------------------------- | ---------------------------- | ---------------------------- |
|                              | Coureur                      | Pays                         | Équipe                       | Point(s)                     |
| 1er                          | Roland Thalmann              | Suisse                       | Roth-Akros                   | 30 points                    |
| 2e                           | Pirmin Lang                  | Suisse                       | Roth-Akros                   | 15 pts                       |
| 3e                           | Jordan Levasseur             | France                       | Armée de Terre               | 11 pts                       |
| modifier                     |                              |                              |                              |                              |

| Classement du meilleur jeune | Classement du meilleur jeune | Classement du meilleur jeune | Classement du meilleur jeune | Classement du meilleur jeune |
|                              | Coureur                      | Pays                         | Équipe                       | Temps                        |
| ---------------------------- | ---------------------------- | ---------------------------- | ---------------------------- | ---------------------------- |
| 1er                          | Mathieu van der Poel         | Pays-Bas                     | Beobank-Corendon             | en 13 h 3 min 0 s            |
| 2e                           | Andrea Vendrame              | Italie                       | Androni Giocattoli           | + 23 s                       |
| 3e                           | Damien Touzé                 | France                       | HP BTP-Auber 93              | + 43 s                       |
| modifier                     |                              |                              |                              |                              |

| \| Classement par équipes[11] \| Classement par équipes[11] \| Classement par équipes[11] \| Classement par équipes[11] \| \| \| Équipe \| Pays \| Temps \| \| -------------------------- \| -------------------------- \| -------------------------- \| -------------------------- \| \| 1re \| Beobank-Corendon \| Pays-Bas \| en 39 h 11 min 1 s \| \| 2e \| HP BTP-Auber 93 \| France \| + 9 s \| \| 3e \| Direct Energie \| France \| + 26 s \| \| modifier \| \| \| \| |                  |          |                    |
| Classement par équipes |                  |          |                    |
| | Équipe           | Pays     | Temps              |
| 1re | Beobank-Corendon | Pays-Bas | en 39 h 11 min 1 s |
| 2e | HP BTP-Auber 93  | France   | + 9 s              |
| 3e | Direct Energie   | France   | + 26 s             |
| modifier |                  |          |                    |

### UCI Europe Tour
Ces Boucles de la Mayenne attribuent des points pour l'UCI Europe Tour 2017, y compris aux coureurs faisant partie d'une équipe ayant un label WorldTeam. De plus la course donne le même nombre de points individuellement à tous les coureurs pour le Classement mondial UCI 2017.
| Position,          | 1er | 2e | 3e | 4e | 5e | 6e | 7e | 8e | 9e | 10e | 11e | 12e | 13e à 15e | 16e à 25e |
| Classement général | 125 | 85 | 70 | 60 | 50 | 40 | 35 | 30 | 25 | 20  | 15  | 10  | 5         | 3         |
| Par étape          | 14  | 5  | 3  |    |    |    |    |    |    |     |     |     |           |           |
| Leader, par étape  | 3   |    |    |    |    |    |    |    |    |     |     |     |           |           |

## Évolution des classements
| Étape              | Vainqueur             | Classement général   | Classement par points | Classement de la montagne | Classement des points chauds | Classement du meilleur jeune | Classement par équipes |
| ------------------ | --------------------- | -------------------- | --------------------- | ------------------------- | ---------------------------- | ---------------------------- | ---------------------- |
| P                  | Johan Le Bon,         | Johan Le Bon         | Johan Le Bon          | Rafael Reis               | Florian Sénéchal             | Mathieu van der Poel         | AG2R La Mondiale       |
| 1                  | Johan Le Bon,         | Johan Le Bon         | Johan Le Bon          | Bernardo Suaza            | Roland Thalmann              | Mathieu van der Poel         | AG2R La Mondiale       |
| 2                  | Mathieu van der Poel, | Mathieu van der Poel | Mathieu van der Poel  | Lluís Mas                 | Roland Thalmann              | Mathieu van der Poel         | Beobank-Corendon       |
| 3                  | Mathieu van der Poel, | Mathieu van der Poel | Mathieu van der Poel  | Lluís Mas                 | Roland Thalmann              | Mathieu van der Poel         | Beobank-Corendon       |
| Classements finals | Classements finals    | Mathieu van der Poel | Mathieu van der Poel  | Lluís Mas                 | Roland Thalmann              | Mathieu van der Poel         | Beobank-Corendon       |

## Liste des participants
- Liste de départ complète